# Philodicus doris
Philodicus doris är en tvåvingeart som först beskrevs av Charles Howard Curran 1927.  Philodicus doris ingår i släktet Philodicus och familjen rovflugor. Inga underarter finns listade i Catalogue of Life.